# آنجلو حسین
آنجلو حسین (انگلیسی: Angelo Hussein؛ ۳۰ نوامبر ۱۹۴۹ – ۲۴ سپتامبر ۲۰۱۵) دونده دو نیمه‌استقامت اهل سودان بود.